# Шкумбіні
Шку́мбіні (алб. Shkumbini) — річка, яка протікає в центральній Албанії, і впадає в Адріатичне море. Ця річка розділяє жителів Албанії, які говорять на різних діалектах албанської мови: на півночі розповсюджений гегський діалект, на південь — тоскський діалект албанської мови.
Річка бере свій початок в горах на південний захід від Охридського озера, в південно-західній частині району Поградец. Річка спочатку тече на північ, потім на північний захід, після чого біля міста Лібражд повертає на захід, біля міста Ельбасан виходить на рівнину і впадає в Адріатичне море.
Середній стік води близько 70 м³/сек[джерело?], повноводдя восени і зимою, літом — межень. Використовується для зрошування.